# Martin Šonka

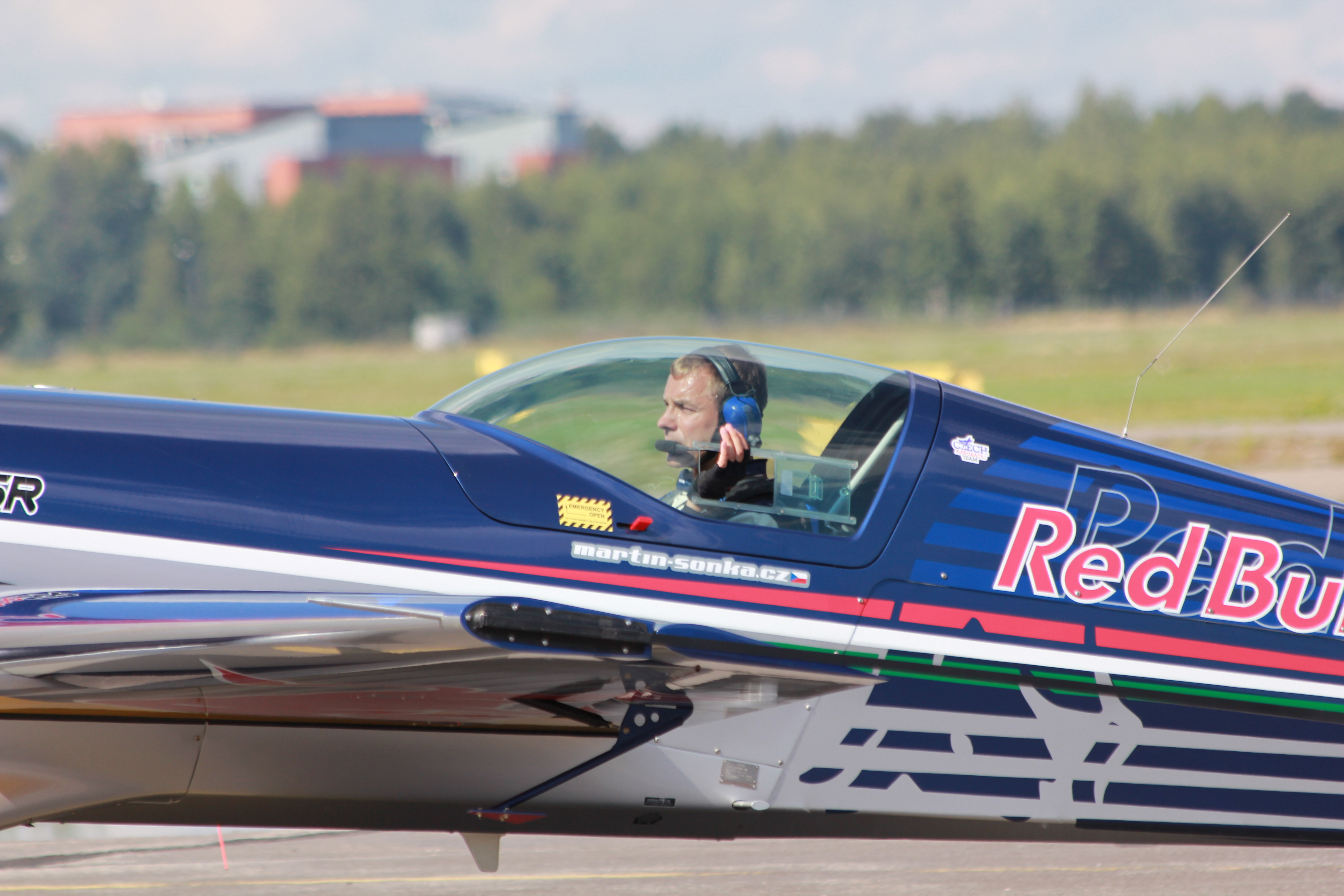
Martin Šonka in zijn Extra 300SR vliegtuig bij Helsinki-Malmi airport

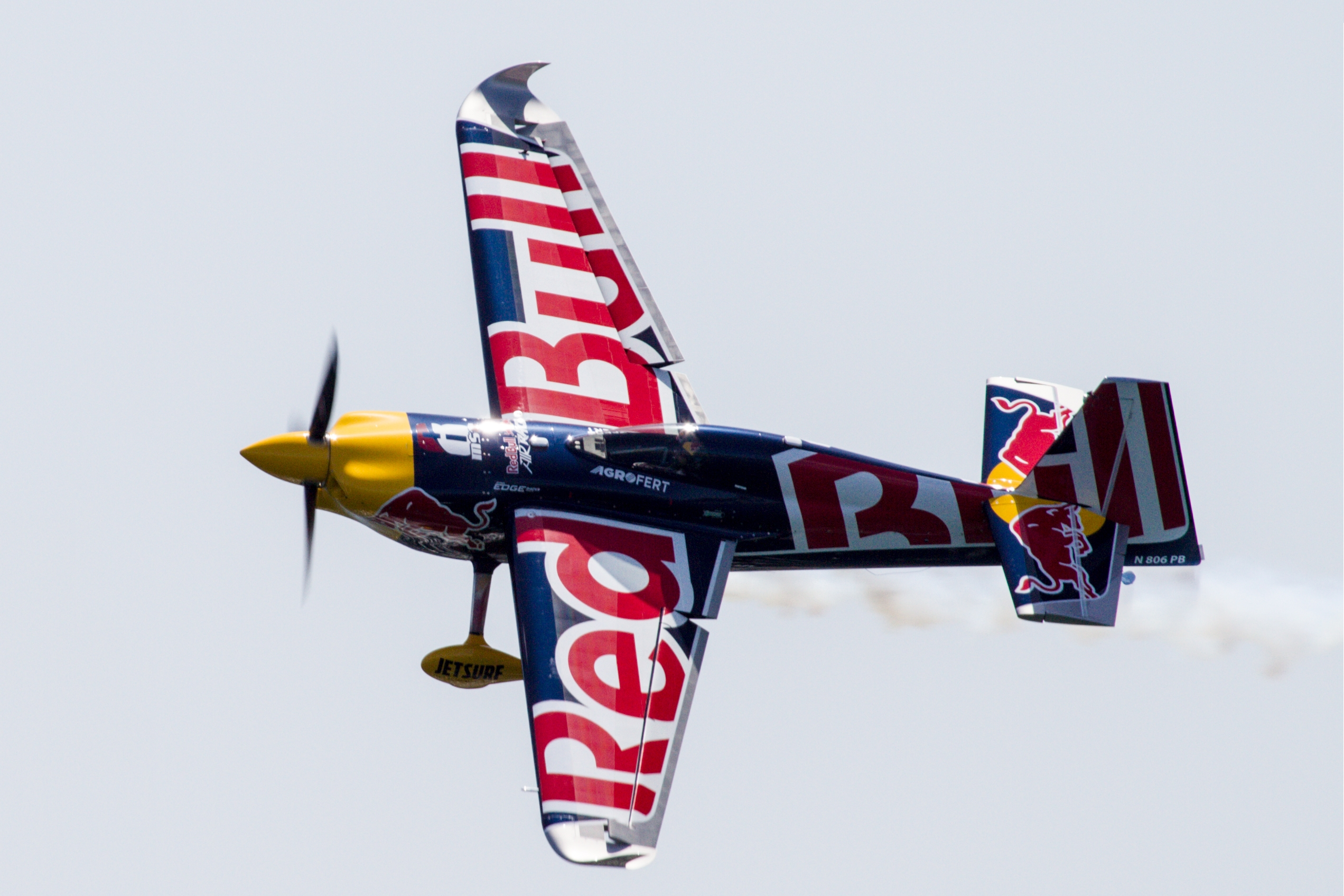
2017 Red Bull Air Race of Chiba - N806PB

Martin Šonka (Dvůr Králové nad Labem, 26 maart 1978) is een Tsjechisch piloot die vanaf 2010 deelneemt aan de Red Bull Air Race World Series. Hij is ook vechtpiloot in de Czech Air Force.
Šonka begon zijn kunstvliegcarrière in 1997. In dat jaar vloog hij voor het eerst in een zweefvliegtuig en begon zijn studie in de Universiteit Defence in Brno als piloot. In 1999 kreeg hij hier zijn privépilootlicentie. Tussen 2001 en 2005 woonde hij de Jan Perner Transport Faculty op het Universiteit Pardubice (Afdeling van Transportmanagement, Marketing en Logistiek) bij. Hij eindigde zijn studie in 2005.
Zijn militaire carrière begon in 2000 in Pardubice. In 2002 ging hij naar de vliegbasis in Náměšť nad Oslavou en in 2006 naar de 21ste Tactical Air Force Base in Čáslav waar hij begon met vliegen in een L-159 Alca.
In 2005 werd hij lid van het Tsjechische nationale vliegteam. Hij vliegt een Su-31.
In 2009 slaagde Šonka voor alle Red Bull Air Race-kwalificatierondes en kreeg de Red Bull Air Race Superlicentie om deel te nemen aan het seizoen 2010.